# Rubén Farfán
Rubén Ignacio Farfán Arancibia (* 25. September 1991 in Nogales) ist ein chilenischer Fußballspieler, der vorzugsweise als Außenstürmer eingesetzt wird.

## Karriere
Rubén Farfán, wegen seiner Schnelligkeit auch Rayo (dt.: Blitz) genannt, begann in der Jugend beim Club Minas Melón in seiner Heimatstadt Nogales und wechselte nach einem Probetraining bei San Luis, bei dem er nicht aufgenommen wurde, auf Rat seines Onkels zu Unión La Calera. Dort schaffte er 2011 den Sprung in den Profikader und wurde 2012 an Deportes Santa Cruz in die Tercera B verliehen, um Spielpraxis zu sammeln. Mit 18 Toren wurde er Torschützenkönig und verhalf seinem Team zum Ligatitel. Nach seiner Rückkehr wurde er unter Trainer Néstor Craviotto Stammspieler bei La Calera und überzeugte mit guten Leistungen, so dass sich die großen Klubs des Landes für ihn interessierten. Mitte 2013 wechselte er zu Universidad de Chile, wo er im ersten halben Jahr gute Leistungen zeigte, anschließend aber wie das ganze Team unter seinen Möglichkeiten spielte. Bis zu seinem Wechsel Mitte 2017 zu Deportes Temuco wurde Farfán drei Mal von La U verliehen: 2014/15 an Deportes Antofagasta, 2016 an CD Palestino und 2016/17 an die Santiago Wanderers. Zur Saison 2019 unterschrieb der Offensivakteur einen Vertrag bei Coquimbo Unido und erreichte bei der Copa Sudamericana 2020 das Halbfinale. In derselben Saison stieg Coquimbo in die Primera B ab, jedoch blieb Farfán leihweise in der Primera División bei Unión Española. Nach dem direkten Wiederaufstieg Coquimbos kehrte er ins Team der Piraten zurück. Seinen Vertrag ließ der Flügelstürmer zum Ende 2023 auslaufen und schloss sich zur Saison 2024 Deportes Iquique an.

## Erfolge
Universidad de Chile
- Chilenischer Pokalsieger: 2015
- Chilenischer Supercupsieger: 2015

## Sonstiges
Sein Cousin Gerson Martínez ist ebenfalls Profifußballspieler.